# EN-321
A Estrada Nacional nº 321, mais conhecida pelo seu prefixo EN-321, é uma rodovia do tipo transversal angolana. Segundo as disposições do plano nacional rodoviário, liga a vila de Maria Teresa, na província de Luanda, à cidade do Dondo, na província do Cuanza Norte.
Com cerca de 66,5 km de extensão, é um dos principais eixos entre o centro-norte e o leste do país, além de ser uma ligação importante da capital nacional com o interior do território nacional, pois dá ligação à EN-230, a EN-322 e a EN-120. Parte do seu percurso era via auxiliar ao antigo Ramal do Dondo do Caminho de Ferro de Luanda.

## Traçado
Inicia-se na vila Maria Teresa, onde assume um traçado diagonal, noroeste-sudeste, passando pelas vilas de Zenza do Itombe e Cassoalala até chegar no Dondo.